# Marian Matysiak
Marian Matysiak (ur. 19 listopada 1920, zm. 3 lipca 2011 w Poznaniu) – polski koszykarz, multimedalista mistrzostw Polski, po zakończeniu kariery zawodniczej trener koszykarski. Długoletni działacz Wielkopolskiego Związku Koszykówki.

## Osiągnięcia

### Klubowe
- Mistrz Polski (1949, 1951)
- Wicemistrz Polski (1950)
- Brązowy medalista mistrzostw Polski (1948)